# 船越百恵
船越 百恵（ふなこし ももえ、1978年 -）は、日本の推理作家。千葉県生まれ。2004年6月、長編ミステリ『眼球蒐集家（アイボールコレクター）』でデビューした。
デビュー作は、光文社の新人発掘企画「KAPPA-ONE登龍門」3rd Seasonの選考を通過したもので、刊行時の帯には三雲岳斗による推薦の辞が書かれていた。同じくKAPPA-ONE第3期で選ばれた陰山琢磨『蒼穹の槍』と同時刊行だった。

## 作品リスト
単行本
- 眼球蒐集家（アイボールコレクター） （2004年6月、光文社 カッパ・ノベルス）ISBN 978-4334075682
- 名探偵症候群（めいたんていシンドローム） （2005年3月、光文社 カッパ・ノベルス）ISBN 978-4334076078
- 放課後ローズ 警視庁第七捜査資料課 （2007年1月、光文社 カッパ・ノベルス）ISBN 978-4334076474

短編
- 乙女的困惑（ガーリー・パズルメント） girlie puzzlement
  - 小山正編『バカミスじゃない!? ―史上空前のバカミス・アンソロジー』2007年6月、宝島社
  - 小山正編『天地驚愕のミステリー』2009年8月、宝島社文庫 - 上記書籍が分冊文庫化されたもの